# دائرة امتوكة
دائرة امتوكة هي إحدى دوائر إقليم شيشاوة، التابع لجهة مراكش آسفي، المملكة المغربية. تضم الدائرة 8 جماعات قروية، وبلغ عدد سكانها 66366 فرداً سنة 2004 حسب الإحصاء الرسمي للسكان والسكنى. يتبع للدائرة 11 مشيخة و209 دوار.

## التقسيمات الإداريّة
تعتبر دائرة امتوكة إحدى الدوائر المشكّلة لإقليم شيشاوة، وهو التقسيم الإداري من المستوى الرابع المعتمد في المغرب. ينقسم إقليم شيشاوة إلى 33 جماعات قروية تختلف من حيث السكان والمساحة، والتي بدورها تنقسم إلى مشيخات تضم عدداً من الدواوير.